# Centro Cultural Augusto B. Leguía
El Centro Cultural Augusto B. Leguía es un edificio público ubicado en el parque de la Amistad de Santiago de Surco, Lima.

## Descripción
Se encuentra en la avenida Caminos del Inca en el parque de la Amistad, sus alrededores está decorado en honor al presidente Augusto Leguía, incluido un busto en su memoria.
En su interior se encuentra el Museo Casa de La Respuesta, y otras partes del centro cultural se dedica a exposiciones para promocionar sobre la vida y obra del militar Francisco Bolognesi, participante en la guerra del Pacífico.